# American eskimo dog
För andra betydelser, se Eskimo dog.
American eskimo dog är en hundras från delstaten New York i USA. Den är en vit spetshund som härstammar från tysk spets som kommit med immigranter. American Eskimo Dog finns i tre storlekar. 1917 ändrades namnet från American Spitz. Rasen är nationellt erkänd av American Kennel Club (AKC) sedan 1994 och av Nordisk Kennel Union (NKU) sedan 2012.